# Coast to Coast (Westlife)
Coast to Coast è un album del 2000 del gruppo irlandese Westlife.
Si tratta del secondo album della band e dell'album che, tra l'altro, li ha fatti conoscere anche in Italia (ricordiamo la loro presenza come ospiti al Festival di Sanremo 2001). L'album contiene alcune delle loro canzoni più famose (come My Love, I Lay My Love on You e Soledad), oltre ad una cover del celebre brano di Phil Collins Against All Odds (dal film del 1984 Due vite in gioco, con Rachel Ward e Jeff Bridges), cantato assieme a Mariah Carey.
Gran parte dell'album, il cui produttore è Simon Cowell, è stata registrata nei Cheiron Studios di Stoccolma.
Il titolo dell'album deriva probabilmente da una parte del ritornello della canzone My Love (Overseas from coast to coast,[...].).

## Tracce
1. My Love (J. Elofsson – P. Nyllén – D. Kreuger – P. Magnusson) 3:53
2. What Makes A Man (S. Mac – W. Hector) 3:51
3. I Lay My Love on You (J. Elofsson – P. Magnusson – D. Kreuger) 3:30
4. Against All Odds [con Mariah Carey] (Phil Collins) 3:22
5. When You're Looking Like That (Rami – A. Carlsson – M. Martin) 3:53
6. Close (S. Mac – W. Hector – C. Farren) 4:04
7. Somebody Needs You (J. Elofsson – A. Carlsson – Jake) 3:09
8. Angel's Wings (S. Mac – W. Hector – C. Farren) 4:05
9. Soledad (Rami – A. Carlsson – K.C. Porter) 3:58
10. Puzzle Of My Heart (J. Elofsson – A. Fromm) 3:40
11. Dreams Come True (J. Elofsson – P. Magnusson – D. Kreuger) 3:08
12. No Place That Far (S. Evans – T. Shapiro – T. Martin) 3:14
13. You Make Me Feel (N. Jarl – P. Jonsson – M. Martin) 3:38
14. Loneliness Know Me By Name (Alexandra) 3:03
15. Fragile Heart (McFadden – Egan – Filan) 3:01
16. Every Little Thing You Do (S. Mac – W. Hector) 4:07